# Acymatopus takeishii
Acymatopus takeishii är en tvåvingeart som beskrevs av Masunaga, Saigusa och Yang 2005. Acymatopus takeishii ingår i släktet Acymatopus och familjen styltflugor. Inga underarter finns listade i Catalogue of Life.